# Giuseppe Rossini
Giuseppe Rossini (Bari, 23 agosto 1986) è un calciatore italiano naturalizzato belga attaccante del Template:Calcio Forchies.

## Carriera
Nell'Utrecht ha collezionato in due anni 46 presenze segnando 3 reti.